# 陳全之
陳全之（1512年—1580年），字粹中，號津南、又号仝野，福建福州府閩縣人，明朝政治人物。

## 生平
嘉靖十九年（1540年）庚子科福建鄉試第二十三名舉人。嘉靖二十三年（1544年）中式甲辰科會試第二百二十二名，登第三甲第二百零九名進士。二十六年任主客司主事，三十年复任祠祭司主事，三十二年升仪制司员外郎、精膳司郎中，调祠祭司郎中，出为荆州府知府。三十九年任长芦盐运使，官至山西布政司右参政。

## 著作
所著《蓬窓日録》，談九边阨塞甚是悉备。又有《锦冰集》。

## 家族
曾祖陳叔剛，翰林院侍讀；祖父陳煒，布政使司左布政使；父陳璽。嫡母姚氏；繼母鄧氏；生母王氏。慈侍下。兄舉之；觐之；成之。弟啓之，陰陽官；慎之；朝銎；約之；容之；熙之；朝鑨。